# どんなモンダイQてれび
『どんなモンダイQてれび』（どんなモンダイキューてれび）は、1984年10月1日から1986年3月24日までNHK総合テレビジョンで放送されていたクイズ番組である。番組内では「どんQ」と略されていた。

## 概要
曜日ごとにテーマ（「算数」など）が決まっており、毎回2問程度の問題が出る。1週間の合計得点でトップ賞が決まる。金曜日の最終問題は、6ポイントを正解者で分配するというものだった。ちなみに解答時間切れの場合は銅鑼が鳴らされていた。
初代の出演者は中村克洋（キャスター：当時NHKアナウンサー）、パネラーは佐藤聖子、志賀真理子、森宙太。
番組の冒頭や終わりには、司会者と出演者で、「ど～ん」と言いながらで頭の上に両手で輪を作り、「Q（キュー）」で右手をくねらせてQを表現したポーズをしていた。
1985年4月からは週1回になった。解答者は変わり、坂上忍などがレギュラーとなった。それまでの解答者3人はゲスト、あるいはアシスタントなどとして出演するようになった。

## 放送時間
| 期間                          | 放送時間                      |
| ----------------------------- | ----------------------------- |
| 1984年10月1日 - 1985年3月15日 | 月曜日 - 金曜日 18:10 - 18:30 |
| 1985年4月1日 - 1986年3月24日  | 月曜日 18:00 - 18:30          |

## 出演者

### キャスター
- 中村克洋（NHKアナウンサー　「どんQキャスター」という肩書きで出演）

### パネラー
中.後期には一般視聴者の小中学生と、著名人ゲスト回答者が1名ずつ参加した。
- 佐藤聖子（後期ではアシスタント.85年9月のみ佐倉しおりの代打回答者として参加）
- 志賀真理子（同上）
- 森宙太（後期ではリポーター）
- 坂上忍(中期)
- 佐倉しおり（中期）
- 林家こぶ平（現・9代目林家正蔵、後期）

### ナレーター
- 中尾隆聖